# Kristy Swanson
Kristen Nöel „Kristy“ Swanson (* 19. prosince 1969 Mission Viejo, Kalifornie) je americká herečka.
V televizi debutovala v roce 1984, první větší role dostala v seriálech Knots Landing (1987–1988) a Nightingales (1989). Od začátku 90. let se prosadila více i ve filmu, hrála např. ve snímcích Žhavé výstřely (1991), Buffy, zabíječka upírů (1992), Holé lebky (1995), Fantom (1996), Velký táta (1999) či Hele vole, kde mám káru? (2000). Působila také např. v seriálech Předčasné vydání (1998–1999), Grapevine (2000) a Agentura Jasno (2011–2014).